# Hudo, Tržič
Hudo je naselje v Občini Tržič.